# Aeroportul Land's End
Aeroportul Land's End (IATA: LEQ, ICAO: EGHC) este un aeroport din St Just, Cornwall⁠(d), Cornwall, South West England, Anglia, Regatul Unit ce deservește zona Lands End⁠(d). Aeroportul a fost tranzitat în 2022 de 63.629 de pasageri.
Situat la o altitudine de 122 m, aeroportul dispune de 4 piste.

## Infrastructură

### Piste
Aeroportul dispune de 4 piste: 
- pista 02/20 din Iarbă, cu dimensiunile 483 m × 19 m
- pista 07/25 din asfalt, cu dimensiunile 693 m × 18 m
- pista 11/29 din Iarbă, cu dimensiunile 478 m × 18 m
- pista 16/34 din asfalt, cu dimensiunile 784 m × 18 m